# Timothy Bradstreet
Timothy Bradstreet är ett fan till det brittiska heavy metal-bandet Iron Maiden. Bradstreet ritade deras senaste album: A Matter Of Life And Death 2006.